# Wimbledon Championships 1971
Die 85. Wimbledon Championships waren ein Tennis-Rasenplatzturnier der Klasse Grand Slam, das von der ITF veranstaltet wurde. Es fand vom 21. Juni bis zum 3. Juli 1971 in London, Großbritannien statt. Ausrichter war der All England Lawn Tennis and Croquet Club.
Titelverteidiger im Einzel waren John Newcombe bei den Herren sowie Margaret Court bei den Damen. Im Herrendoppel waren John Newcombe und Tony Roche, im Damendoppel Rosie Casals und Billie Jean King die Titelverteidiger. Im Mixed waren Rosie Casals und Ilie Năstase die Titelverteidiger.

## Herreneinzel

### Setzliste
| Nr. | Spieler       | Erreichte Runde |
| --- | ------------- | --------------- |
| 01. | Rod Laver     | Viertelfinale   |
| 02. | John Newcombe | Sieg            |
| 03. | Ken Rosewall  | Halbfinale      |
| 04. | Stan Smith    | Finale          |

| Nr. | Spieler        | Erreichte Runde |
| --- | -------------- | --------------- |
| 05. | Arthur Ashe    | 3. Runde        |
| 06. | Cliff Richey   | Viertelfinale   |
| 07. | Ilie Năstase   | 2. Runde        |
| 08. | Cliff Drysdale | 1. Runde        |

## Dameneinzel

### Setzliste
| Nr. | Spielerin        | Erreichte Runde |
| --- | ---------------- | --------------- |
| 01. | Margaret Court   | Finale          |
| 02. | Billie Jean King | Halbfinale      |
| 03. | Evonne Goolagong | Sieg            |
| 04. | Rosie Casals     | 2. Runde        |

| Nr. | Spielerin      | Erreichte Runde |
| --- | -------------- | --------------- |
| 05. | Virginia Wade  | Achtelfinale    |
| 06. | Nancy Richey   | Viertelfinale   |
| 07. | Françoise Dürr | Viertelfinale   |
| 08. | Helga Masthoff | 3. Runde        |

## Herrendoppel

### Setzliste
| Nr. | Paarung                  | Erreichte Runde |
| --- | ------------------------ | --------------- |
| 01. | John Newcombe Tony Roche | 1. Runde        |
| 02. | Ken Rosewall Fred Stolle | Viertelfinale   |
| 03. | Bob Hewitt Frew McMillan | 1. Runde        |
| 04. | Ilie Năstase Ion Țiriac  | Viertelfinale   |

## Damendoppel

### Setzliste
| Nr. | Paarung                         | Erreichte Runde |
| --- | ------------------------------- | --------------- |
| 01. | Rosie Casals Billie Jean King   | Sieg            |
| 02. | Margaret Court Evonne Goolagong | Finale          |
| 03. | Judy Dalton Virginia Wade       | Achtelfinale    |
| 04. | Gail Chanfreau Françoise Dürr   | Halbfinale      |

## Mixed

### Setzliste
| Nr. | Paarung                        | Erreichte Runde |
| --- | ------------------------------ | --------------- |
| 01. | Marty Riessen Margaret Court   | Finale          |
| 02. | Ilie Năstase Rosie Casals      | Halbfinale      |
| 03. | Owen Davidson Billie Jean King | Sieg            |
| 04. | Frew McMillan Judy Dalton      | Halbfinale      |